# Carl Mørck - 87 minuti per non morire
Carl Mørck - 87 minuti per non morire (Kvinden i buret) è un film del 2013 diretto da Mikkel Nørgaard.
Il film, con protagonista Nikolaj Lie Kaas, è tratto dal romanzo La donna in gabbia di Jussi Adler-Olsen. È il primo di una serie di film, seguito da  The Absent One - Battuta di caccia del 2014, A Conspiracy of Faith del 2016 e Paziente 64 - Il giallo dell'isola dimenticata del 2018.

## Trama
Dopo un'irruzione nella casa di un sospetto, anticipata per sua decisione e finita tragicamente (con un collega morto e un altro paralizzato), l'agente della squadra omicidi Carl Mørck è assegnato al Dipartimento Q, un dipartimento creato da poco, dove si riesaminano casi ormai prossimi all'archiviazione. Accetta con malavoglia, sentendosi messo da parte e assegnato a un compito poco valido, motivato dall'incompleto recupero psichico a seguito del trauma.
Nel nuovo dipartimento è affiancato da Assad, che lavorava precedentemente in magazzino e che si dedica con entusiasmo al nuovo incarico, cercando di stimolare anche Carl.
Carl prende in considerazione il caso di Merete Lynggaard, donna scomparsa cinque anni prima e ritenuta suicida. Gli sembra che il caso sia stato trattato in modo superficiale. Carl e Assad indagano e seguono le difficili tracce di un killer psicopatico, trovandosi spesso ostacolati anche dalla stessa polizia. La verità è peggiore di quanto si aspettassero.
Si rivelerà tutto opera di un rancore e di una vendetta covata per anni.
Alla fine, Carl Mørck accetterà di rimanere al Dipartimento Q con Assad, ottenendo una segretaria per seguire le pratiche, ma senza altri colleghi.